# 関西医科大学くずは病院
関西医科大学くずは病院（かんさいいかだいがくくずはびょういん）は、大阪府枚方市にある大学病院。
旧柏友会楠葉病院。
救急告示病院に指定されている。

## 診療科
- 内科
- 総合診療科
- 神経内科
- 外科
- 脳神経外科
- 整形外科
- 泌尿器科
- リハビリテーション科

## 医療機関の認定
- 保険医療機関[2]
- 労災保険指定病院[2]
- 母体保護法指定医の配置されている医療機関[2]
- 生活保護法指定病院（中国残留邦人等の円滑な帰国の促進並びに永住帰国した中国残留邦人等及び特定配偶者の自立の支援に関する法律（平成六年法律第三十号）に基づく指定医療機関を含む。）[2]
- 公益財団法人日本医療機能評価機構認定病院(3rdG:Ver.1.1(2017年1月4日認定,2021年12月17日認定有効期限))[3]。

## 交通
- 京阪電鉄「樟葉駅」より徒歩8分[4]。